# Bab Sidi Abdessalem
Pour les articles homonymes, voir Abdesselam.

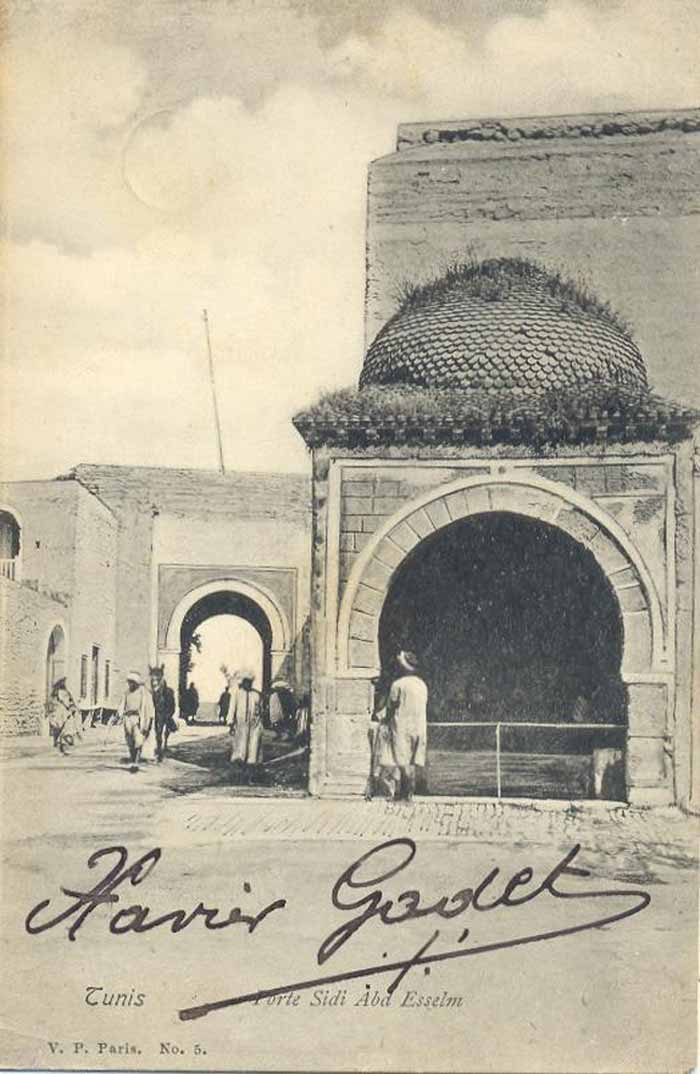
Vue de Bab Sidi Abdessalem et de sa fontaine vers 1890.

Bab Sidi Abdessalem (arabe : باب سيدي عبد السلام) est l'une des portes de la médina de Tunis (Tunisie).
Construite sous le règne de Hammouda Pacha, elle tire son nom du saint Abdessalam Lasmar (en), savant musulman d’origine libyenne.

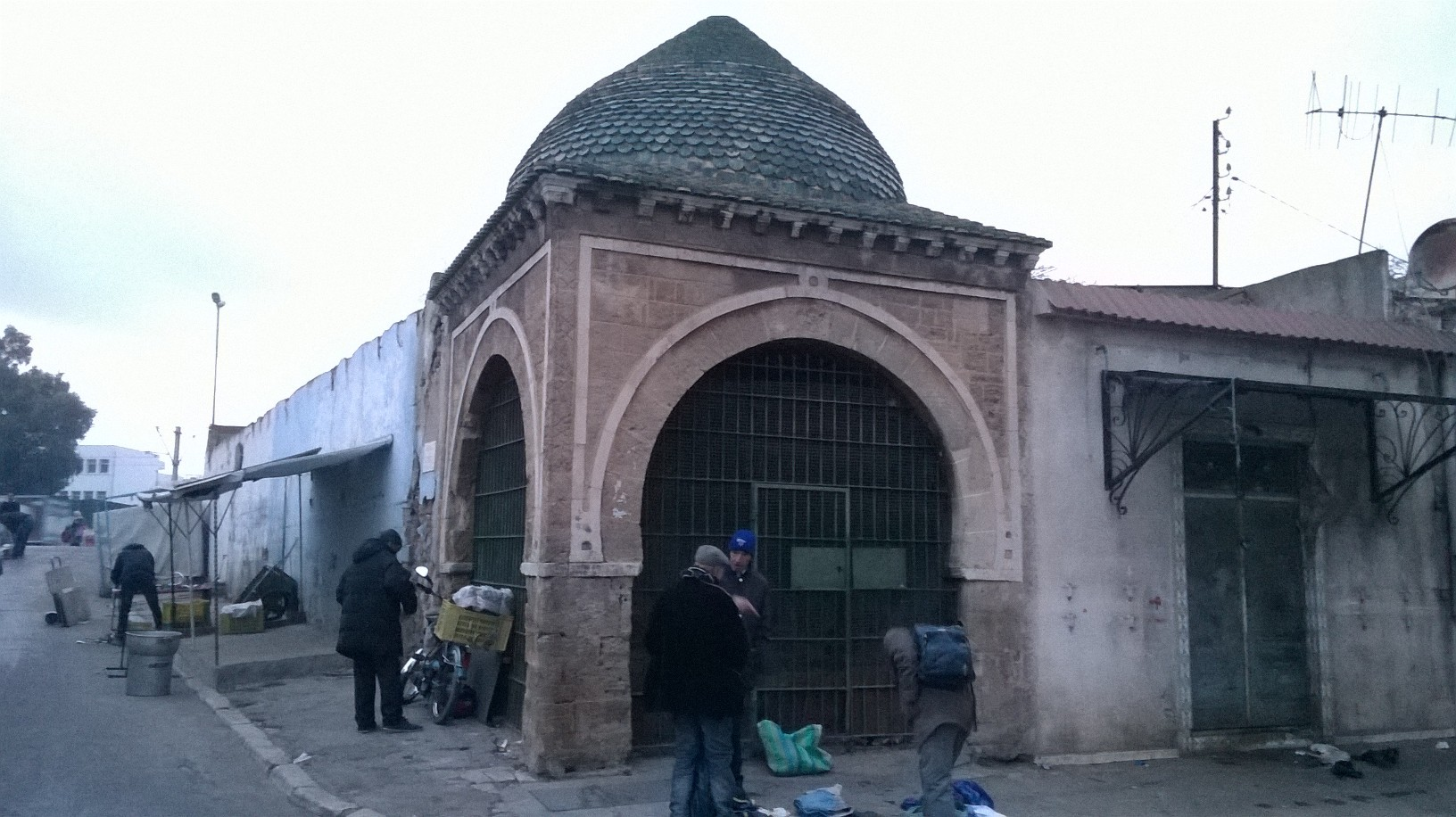
Fontaine publique à Bab Sidi Abdessalem en 2015.

Face à la porte se trouvait un réservoir d'eau (fezguia), qui autrefois, avec celui de Mellassine, alimentait Tunis. Désaffecté, il perd de son importance suite à la restauration de l'aqueduc de Zaghouan en 1861. Derrière le réservoir, le fort du Moulin à Vent ou fort des Andalous, datant du milieu du XVIIIe siècle et endommagé par la foudre en 1887, assurait la défense locale de la ville.
À l'intérieur des anciennes murailles et à proximité de l'ancienne porte se trouve une fontaine d'époque hafside et un souk. La porte est détruite lors des travaux d'urbanisme de la fin des années 1950, avec Bab El Allouj, Bab Alioua et Bab Sidi Kacem.
Le fort des Andalous abrite les bureaux des Amitiés africaines.